# Liste des joueurs des Flames d'Atlanta
Cette liste contient tous les joueurs de hockey sur glace ayant joué au moins un match sous le maillot des Flames d'Atlanta, franchise qui évolua dans la Ligue nationale de hockey de sa création en 1972 jusqu'à sa re-localisation vers Calgary en 1980.
Au total, il y aura eu 93 joueurs qui auront porté le maillot des Flames, soit six gardiens et 87 joueurs. Trois joueurs ont obtenu des honneurs individuels durant leurs séjours avec l'équipe, soit Eric Vail (1975) et Willi Plett (1977) qui remportèrent le Trophée Calder remis à la meilleure recrue. Puis Bob MacMillan qui remporta en 1979 le trophée Lady Byng remis au joueur le plus gentilhomme.
Le meneur de l'histoire des Flames d'Atlanta pour le nombre de points fut Tom Lysiak qui récolta 431 points en six saisons avec l'équipe. Vail quant à lui fut celui qui inscrivit le plus de bus avec 174. Ayant pris part aux huit saisons des Flames, le gardien Daniel Bouchard remporta 164 rencontres tout en maintenant une moyenne de buts alloués de 3,00.

## Explications des sigles et codes
Les joueurs sont classés par ordre alphabétique, la colonne « Saison » reprend la date pour la première et pour la dernière saison joué par le joueur avec les Flames.
| Nat  | Nationalité                               |
| PJ   | parties jouées                            |
| CS   | Champion de la Coupe Stanley              |
| HHOF | Membre du Temple de la renommée du hockey |

| V | Victoires   | Bl  | Blanchissages           |
| D | Défaites    | MOY | Moyenne de buts alloués |
| N | Matchs nuls |     |                         |

| Pos | Position      | AD | Ailier droit | A   | Aide                 |
| D   | Défenseur     | C  | Centre       | P   | Points               |
| AG  | Ailier gauche | B  | But          | Pun | Minutes de pénalités |

## Gardiens de but
| Nom              | Nat                    | Saisons   | Saison régulière | Saison régulière | Saison régulière | Saison régulière | Saison régulière | Saison régulière | Séries éliminatoires | Séries éliminatoires | Séries éliminatoires | Séries éliminatoires | Séries éliminatoires | Séries éliminatoires | remarques |
| Nom              | Nat                    | Saisons   | PJ               | V                | D                | N                | BL               | MOY              | PJ                   | V                    | D                    | N                    | BL                   | MOY                  | remarques |
| ---------------- | ---------------------- | --------- | ---------------- | ---------------- | ---------------- | ---------------- | ---------------- | ---------------- | -------------------- | -------------------- | -------------------- | -------------------- | -------------------- | -------------------- | --------- |
| Bélanger, Yves   | Drapeau du Canada      | 1977-79   | 22               | 8                | 10               | 0                | 1                | 4,08             | —                    | —                    | —                    | —                    | —                    | —                    |           |
| Bouchard, Daniel | Drapeau du Canada      | 1972-80   | 384              | 164              | 134              | 72               | 20               | 3,00             | 12                   | 1                    | 11                   | 0                    | 0                    | 3,59                 |           |
| Craig, Jim       | Drapeau des États-Unis | 1979-1980 | 4                | 1                | 2                | 1                | 0                | 3,79             | —                    | —                    | —                    | —                    | —                    | —                    |           |
| Lemelin, Réjean  | Drapeau du Canada      | 1978-80   | 21               | 8                | 10               | 1                | 0                | 3,67             | 1                    | 0                    | 0                    | 0                    | 0                    | 0,00                 |           |
| Myre Phil        | Drapeau du Canada      | 1972-78   | 211              | 76               | 95               | 32               | 11               | 3,20             | 5                    | 1                    | 4                    | 0                    | 0                    | 3,53                 |           |
| Riggin, Pat      | Drapeau du Canada      | 1979-1980 | 25               | 11               | 9                | 2                | 2                | 3,20             | —                    | —                    | —                    | —                    | —                    | —                    |           |

## Joueurs
- Haut – A
- B
- C
- D
- E
- F
- G
- H
- I
- J
- K
- L
- M
- N
- O
- P
- Q
- R
- S
- T
- U
- V
- W
- X
- Y
- Z

## A
| Nom            | Nat               | Pos | Saisons   | Saison régulière | Saison régulière | Saison régulière | Saison régulière | Saison régulière | Séries éliminatoires | Séries éliminatoires | Séries éliminatoires | Séries éliminatoires | Séries éliminatoires | remarques |
| Nom            | Nat               | Pos | Saisons   | PJ               | B                | A                | Pts              | Pun              | PJ                   | B                    | A                    | Pts                  | Pun                  | remarques |
| -------------- | ----------------- | --- | --------- | ---------------- | ---------------- | ---------------- | ---------------- | ---------------- | -------------------- | -------------------- | -------------------- | -------------------- | -------------------- | --------- |
| Adduono, Rick  | Drapeau du Canada | C   | 1979-1980 | 3                | 0                | 0                | 0                | 2                | —                    | —                    | —                    | —                    | —                    |           |
| Arnason, Chuck | Drapeau du Canada | AD  | 1973-1974 | 33               | 7                | 6                | 13               | 13               | —                    | —                    | —                    | —                    | —                    |           |

## B
| Nom              | Nat                                                           | Pos | Saisons           | Saison régulière | Saison régulière | Saison régulière | Saison régulière | Saison régulière | Séries éliminatoires | Séries éliminatoires | Séries éliminatoires | Séries éliminatoires | Séries éliminatoires | remarques |
| Nom              | Nat                                                           | Pos | Saisons           | PJ               | B                | A                | Pts              | Pun              | PJ                   | B                    | A                    | Pts                  | Pun                  | remarques |
| ---------------- | ------------------------------------------------------------- | --- | ----------------- | ---------------- | ---------------- | ---------------- | ---------------- | ---------------- | -------------------- | -------------------- | -------------------- | -------------------- | -------------------- | --------- |
| Beaudoin, Serge  | Drapeau du Canada                                             | D   | 1979-1980         | 3                | 0                | 0                | 0                | 0                | —                    | —                    | —                    | —                    | —                    |           |
| Bennett, Curt    | Drapeau du Canada                                             | C   | 1972-78 1979-1980 | 405              | 126              | 140              | 266              | 190              | 9                    | 1                    | 1                    | 2                    | 45                   |           |
| Bialowas, Dwight | Drapeau du Canada                                             | D   | 1973-75           | 48               | 3                | 9                | 12               | 22               | —                    | —                    | —                    | —                    | —                    |           |
| Boldirev, Ivan   | Drapeau de la République fédérative socialiste de Yougoslavie | C   | 1978-80           | 65               | 22               | 30               | 52               | 26               | 2                    | 0                    | 2                    | 2                    | 2                    |           |
| Botting, Cam     | Drapeau du Canada                                             | AD  | 1975-1976         | 2                | 0                | 1                | 1                | 0                | —                    | —                    | —                    | —                    | —                    |           |
| Bowness, Rick    | Drapeau du Canada                                             | AD  | 1975-77           | 33               | 0                | 4                | 4                | 29               | —                    | —                    | —                    | —                    | —                    |           |
| Brown, Arnie     | Drapeau du Canada                                             | D   | 1972-74           | 63               | 3                | 6                | 9                | 46               | 4                    | 0                    | 0                    | 0                    | 0                    |           |
| Byers, Jerry     | Drapeau du Canada                                             | A   | 1974-1975         | 14               | 1                | 1                | 2                | 9                | —                    | —                    | —                    | —                    | —                    |           |

## C
| Nom             | Nat               | Pos | Saisons   | Saison régulière | Saison régulière | Saison régulière | Saison régulière | Saison régulière | Séries éliminatoires | Séries éliminatoires | Séries éliminatoires | Séries éliminatoires | Séries éliminatoires | remarques |
| Nom             | Nat               | Pos | Saisons   | PJ               | B                | A                | Pts              | Pun              | PJ                   | B                    | A                    | Pts                  | Pun                  | remarques |
| --------------- | ----------------- | --- | --------- | ---------------- | ---------------- | ---------------- | ---------------- | ---------------- | -------------------- | -------------------- | -------------------- | -------------------- | -------------------- | --------- |
| Carr, Gene      | Drapeau du Canada | C   | 1979-1980 | 30               | 3                | 8                | 11               | 6                | 1                    | 0                    | 0                    | 0                    | 0                    |           |
| Carrière, Larry | Drapeau du Canada | D   | 1975-77   | 100              | 6                | 18               | 24               | 112              | 2                    | 0                    | 0                    | 0                    | 2                    |           |
| Chouinard, Guy  | Drapeau du Canada | A   | 1974-80   | 318              | 126              | 168              | 294              | 56               | 13                   | 5                    | 5                    | 10                   | 4                    |           |
| Clement, Bill   | Drapeau du Canada | C   | 1975-80   | 297              | 69               | 107              | 176              | 136              | 13                   | 1                    | 2                    | 3                    | 6                    |           |
| Comeau, Rey     | Drapeau du Canada | C   | 1972-78   | 468              | 88               | 126              | 214              | 153              | 9                    | 2                    | 1                    | 3                    | 8                    |           |

## D
| Nom              | Nat               | Pos | Saisons | Saison régulière | Saison régulière | Saison régulière | Saison régulière | Saison régulière | Séries éliminatoires | Séries éliminatoires | Séries éliminatoires | Séries éliminatoires | Séries éliminatoires | remarques |
| Nom              | Nat               | Pos | Saisons | PJ               | B                | A                | Pts              | Pun              | PJ                   | B                    | A                    | Pts                  | Pun                  | remarques |
| ---------------- | ----------------- | --- | ------- | ---------------- | ---------------- | ---------------- | ---------------- | ---------------- | -------------------- | -------------------- | -------------------- | -------------------- | -------------------- | --------- |
| Deadmarsh, Butch | Drapeau du Canada | AG  | 1972-74 | 61               | 7                | 1                | 8                | 97               | 4                    | 0                    | 0                    | 0                    | 17                   |           |

## E
| Nom             | Nat               | Pos | Saisons | Saison régulière | Saison régulière | Saison régulière | Saison régulière | Saison régulière | Séries éliminatoires | Séries éliminatoires | Séries éliminatoires | Séries éliminatoires | Séries éliminatoires | remarques |
| Nom             | Nat               | Pos | Saisons | PJ               | B                | A                | Pts              | Pun              | PJ                   | B                    | A                    | Pts                  | Pun                  | remarques |
| --------------- | ----------------- | --- | ------- | ---------------- | ---------------- | ---------------- | ---------------- | ---------------- | -------------------- | -------------------- | -------------------- | -------------------- | -------------------- | --------- |
| Ecclestone, Tim | Drapeau du Canada | AD  | 1974-78 | 220              | 28               | 62               | 90               | 92               | 4                    | 0                    | 2                    | 2                    | 6                    |           |

## F
| Nom         | Nat               | Pos | Saisons | Saison régulière | Saison régulière | Saison régulière | Saison régulière | Saison régulière | Séries éliminatoires | Séries éliminatoires | Séries éliminatoires | Séries éliminatoires | Séries éliminatoires | remarques |
| Nom         | Nat               | Pos | Saisons | PJ               | B                | A                | Pts              | Pun              | PJ                   | B                    | A                    | Pts                  | Pun                  | remarques |
| ----------- | ----------------- | --- | ------- | ---------------- | ---------------- | ---------------- | ---------------- | ---------------- | -------------------- | -------------------- | -------------------- | -------------------- | -------------------- | --------- |
| Flett, Bill | Drapeau du Canada | AD  | 1975-77 | 102              | 27               | 21               | 48               | 36               | 2                    | 0                    | 0                    | 0                    | 0                    |           |
| Fox, Greg   | Drapeau du Canada | D   | 1977-79 | 80               | 1                | 14               | 15               | 95               | 2                    | 0                    | 1                    | 1                    | 8                    |           |

## G
| Nom              | Nat               | Pos | Saisons   | Saison régulière | Saison régulière | Saison régulière | Saison régulière | Saison régulière | Séries éliminatoires | Séries éliminatoires | Séries éliminatoires | Séries éliminatoires | Séries éliminatoires | remarques |
| Nom              | Nat               | Pos | Saisons   | PJ               | B                | A                | Pts              | Pun              | PJ                   | B                    | A                    | Pts                  | Pun                  | remarques |
| ---------------- | ----------------- | --- | --------- | ---------------- | ---------------- | ---------------- | ---------------- | ---------------- | -------------------- | -------------------- | -------------------- | -------------------- | -------------------- | --------- |
| Gibbs, Barry     | Drapeau du Canada | D   | 1974-78   | 208              | 13               | 55               | 68               | 218              | 5                    | 1                    | 0                    | 1                    | 4                    |           |
| Gorman, Dave     | Drapeau du Canada | AD  | 1979-1980 | 3                | 0                | 0                | 0                | 0                | —                    | —                    | —                    | —                    | —                    |           |
| Gould, Bobby     | Drapeau du Canada | A   | 1979-1980 | 1                | 0                | 0                | 0                | 0                | —                    | —                    | —                    | —                    | —                    |           |
| Gould, John      | Drapeau du Canada | AG  | 1976-79   | 194              | 35               | 50               | 85               | 47               | 7                    | 0                    | 0                    | 0                    | 4                    |           |
| Gratton, Norm    | Drapeau du Canada | AD  | 1972-1973 | 29               | 3                | 6                | 9                | 12               | —                    | —                    | —                    | —                    | —                    |           |
| Graves, Hilliard | Drapeau du Canada | AD  | 1974-77   | 172              | 37               | 54               | 91               | 63               | —                    | —                    | —                    | —                    | —                    |           |

## H
| Nom                | Nat               | Pos | Saisons   | Saison régulière | Saison régulière | Saison régulière | Saison régulière | Saison régulière | Séries éliminatoires | Séries éliminatoires | Séries éliminatoires | Séries éliminatoires | Séries éliminatoires | remarques |
| Nom                | Nat               | Pos | Saisons   | PJ               | B                | A                | Pts              | Pun              | PJ                   | B                    | A                    | Pts                  | Pun                  | remarques |
| ------------------ | ----------------- | --- | --------- | ---------------- | ---------------- | ---------------- | ---------------- | ---------------- | -------------------- | -------------------- | -------------------- | -------------------- | -------------------- | --------- |
| Harris, Ron        | Drapeau du Canada | D   | 1972-1973 | 24               | 2                | 4                | 6                | 8                | —                    | —                    | —                    | —                    | —                    |           |
| Harvey, Fred       | Drapeau du Canada | AD  | 1974-76   | 80               | 17               | 27               | 44               | 16               | —                    | —                    | —                    | —                    | —                    |           |
| Henderson, Paul    | Drapeau du Canada | AG  | 1979-1980 | 30               | 7                | 6                | 13               | 6                | 4                    | 0                    | 0                    | 0                    | 0                    |           |
| Hextall, Bryan Jr. | Drapeau du Canada | A   | 1973-75   | 114              | 20               | 20               | 40               | 117              | 4                    | 0                    | 1                    | 1                    | 16                   |           |
| Hicke, Ernie       | Drapeau du Canada | AG  | 1972-1973 | 58               | 14               | 23               | 37               | 37               | —                    | —                    | —                    | —                    | —                    |           |
| Hogaboam, Bill     | Drapeau du Canada | C   | 1972-1973 | 2                | 0                | 0                | 0                | 0                | —                    | —                    | —                    | —                    | —                    |           |
| Houston, Ken       | Drapeau du Canada | D   | 1975-80   | 350              | 91               | 108              | 199              | 332              | 10                   | 1                    | 1                    | 2                    | 30                   |           |

## I
| Nom                  | Nat                    | Pos | Saisons   | Saison régulière | Saison régulière | Saison régulière | Saison régulière | Saison régulière | Séries éliminatoires | Séries éliminatoires | Séries éliminatoires | Séries éliminatoires | Séries éliminatoires | remarques |
| Nom                  | Nat                    | Pos | Saisons   | PJ               | B                | A                | Pts              | Pun              | PJ                   | B                    | A                    | Pts                  | Pun                  | remarques |
| -------------------- | ---------------------- | --- | --------- | ---------------- | ---------------- | ---------------- | ---------------- | ---------------- | -------------------- | -------------------- | -------------------- | -------------------- | -------------------- | --------- |
| Ingarfield, Earl Jr. | Drapeau des États-Unis | AG  | 1979-1980 | 1                | 0                | 0                | 0                | 0                | 2                    | 0                    | 1                    | 1                    | 0                    |           |

## K
| Nom           | Nat                  | Pos | Saisons   | Saison régulière | Saison régulière | Saison régulière | Saison régulière | Saison régulière | Séries éliminatoires | Séries éliminatoires | Séries éliminatoires | Séries éliminatoires | Séries éliminatoires | remarques |
| Nom           | Nat                  | Pos | Saisons   | PJ               | B                | A                | Pts              | Pun              | PJ                   | B                    | A                    | Pts                  | Pun                  | remarques |
| ------------- | -------------------- | --- | --------- | ---------------- | ---------------- | ---------------- | ---------------- | ---------------- | -------------------- | -------------------- | -------------------- | -------------------- | -------------------- | --------- |
| Kea, Ed       | Drapeau des Pays-Bas | D   | 1973-79   | 316              | 22               | 92               | 114              | 283              | 8                    | 0                    | 1                    | 1                    | 9                    |           |
| Ketter, Kerry | Drapeau du Canada    | D   | 1972-1973 | 41               | 0                | 2                | 2                | 58               | —                    | —                    | —                    | —                    | —                    |           |
| Kryskow, Dave | Drapeau du Canada    | A   | 1975-1976 | 79               | 15               | 25               | 40               | 65               | 2                    | 0                    | 0                    | 0                    | 2                    |           |

## L
| Nom              | Nat               | Pos | Saisons   | Saison régulière | Saison régulière | Saison régulière | Saison régulière | Saison régulière | Séries éliminatoires | Séries éliminatoires | Séries éliminatoires | Séries éliminatoires | Séries éliminatoires | remarques                |
| Nom              | Nat               | Pos | Saisons   | PJ               | B                | A                | Pts              | Pun              | PJ                   | B                    | A                    | Pts                  | Pun                  | remarques                |
| ---------------- | ----------------- | --- | --------- | ---------------- | ---------------- | ---------------- | ---------------- | ---------------- | -------------------- | -------------------- | -------------------- | -------------------- | -------------------- | ------------------------ |
| Lalonde, Bobby   | Drapeau du Canada | C   | 1977-80   | 154              | 38               | 56               | 94               |                  | 3                    | 2                    | 0                    | 2                    | 0                    |                          |
| Laurence, Don    | Drapeau du Canada | C   | 1978-1979 | 59               | 14               | 20               | 34               | 6                | —                    | —                    | —                    | —                    | —                    |                          |
| Leiter, Bob      | Drapeau du Canada | C   | 1972-76   | 234              | 64               | 81               | 145              | 41               | 4                    | 0                    | 0                    | 0                    | 2                    |                          |
| Lemieux, Jean    | Drapeau du Canada | D   | 1973-76   | 140              | 10               | 38               | 48               | 35               | 4                    | 1                    | 1                    | 2                    | 0                    |                          |
| Lemieux, Richard | Drapeau du Canada | C   | 1975-1976 | 1                | 0                | 1                | 1                | 0                | 2                    | 0                    | 0                    | 0                    | 0                    |                          |
| Lever, Don       | Drapeau du Canada | A   | 1979-1980 | 28               | 14               | 16               | 30               | 4                | 4                    | 1                    | 1                    | 2                    | 0                    |                          |
| Lysiak, Tom      | Drapeau du Canada | A   | 1973-79   | 445              | 155              | 276              | 431              | 329              | 11                   | 2                    | 5                    | 7                    | 12                   | Capitaine de 1977 à 1979 |

## M
| Nom              | Nat               | Pos | Saisons   | Saison régulière | Saison régulière | Saison régulière | Saison régulière | Saison régulière | Séries éliminatoires | Séries éliminatoires | Séries éliminatoires | Séries éliminatoires | Séries éliminatoires | remarques                 |
| Nom              | Nat               | Pos | Saisons   | PJ               | B                | A                | Pts              | Pun              | PJ                   | B                    | A                    | Pts                  | Pun                  | remarques                 |
| ---------------- | ----------------- | --- | --------- | ---------------- | ---------------- | ---------------- | ---------------- | ---------------- | -------------------- | -------------------- | -------------------- | -------------------- | -------------------- | ------------------------- |
| MacMillan, Bill  | Drapeau du Canada | C   | 1972-1973 | 78               | 10               | 15               | 25               | 52               | —                    | —                    | —                    | —                    | —                    |                           |
| MacMillan, Bob   | Drapeau du Canada | C   | 1977-80   | 208              | 90               | 131              | 221              | 50               | 8                    | 0                    | 3                    | 3                    | 9                    | trophée Lady Byng en 1979 |
| Manery, Randy    | Drapeau du Canada | D   | 1972-77   | 377              | 30               | 142              | 172              | 242              | 9                    | 0                    | 2                    | 2                    | 4                    |                           |
| Marsh, Brad      | Drapeau du Canada | D   | 1978-80   | 160              | 2                | 28               | 30               | 220              | 6                    | 0                    | 1                    | 1                    | 19                   |                           |
| Martineau, Don   | Drapeau du Canada | AD  | 1973-1974 | 4                | 0                | 0                | 0                | 2                | —                    | —                    | —                    | —                    | —                    |                           |
| McCreary, Keith  | Drapeau du Canada | AG  | 1972-75   | 231              | 49               | 50               | 99               | 91               | 4                    | 0                    | 0                    | 0                    | 0                    | Capitaine de 1972 à 1975  |
| McDonough, Al    | Drapeau du Canada | AD  | 1973-1974 | 35               | 10               | 9                | 19               | 15               | 4                    | 0                    | 0                    | 0                    | 2                    |                           |
| Meehan, Gerry    | Drapeau du Canada | AG  | 1974-76   | 62               | 11               | 30               | 41               | 8                | —                    | —                    | —                    | —                    | —                    |                           |
| Mercredi, Vic    | Drapeau du Canada | AG  | 1974-1975 | 2                | 0                | 0                | 0                | 0                | —                    | —                    | —                    | —                    | —                    |                           |
| Mohns, Doug      | Drapeau du Canada | D   | 1973-1974 | 28               | 0                | 3                | 3                | 10               | —                    | —                    | —                    | —                    | —                    |                           |
| Morrison, Lew    | Drapeau du Canada | AD  | 1972-74   | 129              | 11               | 14               | 25               | 19               | —                    | —                    | —                    | —                    | —                    |                           |
| Mulhern, Richard | Drapeau du Canada | D   | 1975-79   | 207              | 25               | 67               | 92               | 153              | 5                    | 0                    | 3                    | 3                    | 5                    |                           |
| Murdoch, Bob     | Drapeau du Canada | D   | 1978-80   | 115              | 10               | 27               | 37               | 72               | 6                    | 1                    | 1                    | 2                    | 6                    |                           |
| Murray, Bob      | Drapeau du Canada | D   | 1973-75   | 104              | 3                | 6                | 9                | 56               | 4                    | 1                    | 0                    | 1                    | 2                    |                           |

## N
| Nom           | Nat                 | Pos | Saisons   | Saison régulière | Saison régulière | Saison régulière | Saison régulière | Saison régulière | Séries éliminatoires | Séries éliminatoires | Séries éliminatoires | Séries éliminatoires | Séries éliminatoires | remarques |
| Nom           | Nat                 | Pos | Saisons   | PJ               | B                | A                | Pts              | Pun              | PJ                   | B                    | A                    | Pts                  | Pun                  | remarques |
| ------------- | ------------------- | --- | --------- | ---------------- | ---------------- | ---------------- | ---------------- | ---------------- | -------------------- | -------------------- | -------------------- | -------------------- | -------------------- | --------- |
| Nilsson, Kent | Drapeau de la Suède | A   | 1979-1980 | 80               | 40               | 53               | 93               | 10               | 4                    | 0                    | 0                    | 0                    | 2                    |           |

## O
| Nom               | Nat                    | Pos | Saisons   | Saison régulière | Saison régulière | Saison régulière | Saison régulière | Saison régulière | Séries éliminatoires | Séries éliminatoires | Séries éliminatoires | Séries éliminatoires | Séries éliminatoires | remarques |
| Nom               | Nat                    | Pos | Saisons   | PJ               | B                | A                | Pts              | Pun              | PJ                   | B                    | A                    | Pts                  | Pun                  | remarques |
| ----------------- | ---------------------- | --- | --------- | ---------------- | ---------------- | ---------------- | ---------------- | ---------------- | -------------------- | -------------------- | -------------------- | -------------------- | -------------------- | --------- |
| O'Flaherty, Gerry | Drapeau des États-Unis | AD  | 1978-1979 | 1                | 1                | 0                | 1                | 2                | —                    | —                    | —                    | —                    | —                    |           |

## P
| Nom                | Nat                                     | Pos | Saisons   | Saison régulière | Saison régulière | Saison régulière | Saison régulière | Saison régulière | Séries éliminatoires | Séries éliminatoires | Séries éliminatoires | Séries éliminatoires | Séries éliminatoires | remarques              |
| Nom                | Nat                                     | Pos | Saisons   | PJ               | B                | A                | Pts              | Pun              | PJ                   | B                    | A                    | Pts                  | Pun                  | remarques              |
| ------------------ | --------------------------------------- | --- | --------- | ---------------- | ---------------- | ---------------- | ---------------- | ---------------- | -------------------- | -------------------- | -------------------- | -------------------- | -------------------- | ---------------------- |
| Paradise, Bob      | Drapeau des États-Unis                  | D   | 1972-74   | 89               | 1                | 8                | 9                | 116              | —                    | —                    | —                    | —                    | —                    |                        |
| Phillipoff, Harold | Drapeau du Canada                       | A   | 1977-79   | 118              | 26               | 53               | 79               | 241              | 2                    | 0                    | 1                    | 1                    | 2                    |                        |
| Picard, Noel       | Drapeau du Canada                       | D   | 1972-1973 | 41               | 0                | 10               | 10               | 43               | —                    | —                    | —                    | —                    | —                    |                        |
| Plager, Bill       | Drapeau du Canada                       | D   | 1972-1973 | 76               | 2                | 11               | 13               | 92               | —                    | —                    | —                    | —                    | —                    |                        |
| Plett, Willi       | Drapeau du Paraguay · Drapeau du Canada | A   | 1976-80   | 296              | 91               | 83               | 174              | 738              | 9                    | 3                    | 0                    | 3                    | 63                   | Trophée Calder en 1977 |
| Price, Noel        | Drapeau du Canada                       | D   | 1972-76   | 199              | 5                | 40               | 45               | 160              | 4                    | 0                    | 0                    | 0                    | 6                    |                        |
| Pronovost, Jean    | Drapeau du Canada                       | AD  | 1978-80   | 155              | 52               | 58               | 110              | 42               | 6                    | 2                    | 0                    | 2                    | 2                    | Capitaine en 1979-80   |

## Q
| Nom        | Nat               | Pos | Saisons | Saison régulière | Saison régulière | Saison régulière | Saison régulière | Saison régulière | Séries éliminatoires | Séries éliminatoires | Séries éliminatoires | Séries éliminatoires | Séries éliminatoires | remarques                |
| Nom        | Nat               | Pos | Saisons | PJ               | B                | A                | Pts              | Pun              | PJ                   | B                    | A                    | Pts                  | Pun                  | remarques                |
| ---------- | ----------------- | --- | ------- | ---------------- | ---------------- | ---------------- | ---------------- | ---------------- | -------------------- | -------------------- | -------------------- | -------------------- | -------------------- | ------------------------ |
| Quinn, Pat | Drapeau du Canada | D   | 1972-77 | 374              | 12               | 87               | 99               | 555              | 7                    | 0                    | 1                    | 1                    | 8                    | Capitaine de 1975 à 1977 |

## R
| Nom                | Nat                    | Pos | Saisons           | Saison régulière | Saison régulière | Saison régulière | Saison régulière | Saison régulière | Séries éliminatoires | Séries éliminatoires | Séries éliminatoires | Séries éliminatoires | Séries éliminatoires | remarques |
| Nom                | Nat                    | Pos | Saisons           | PJ               | B                | A                | Pts              | Pun              | PJ                   | B                    | A                    | Pts                  | Pun                  | remarques |
| ------------------ | ---------------------- | --- | ----------------- | ---------------- | ---------------- | ---------------- | ---------------- | ---------------- | -------------------- | -------------------- | -------------------- | -------------------- | -------------------- | --------- |
| Rautakallio, Pekka | Drapeau de la Finlande | D   | 1979-1980         | 79               | 5                | 25               | 30               | 18               | 4                    | 0                    | 1                    | 1                    | 2                    |           |
| Redmond, Dick      | Drapeau du Canada      | D   | 1977-1978         | 42               | 7                | 11               | 18               | 16               | 2                    | 1                    | 0                    | 1                    | 0                    |           |
| Reinhart, Paul     | Drapeau du Canada      | D   | 1979-1980         | 79               | 9                | 38               | 47               | 31               | —                    | —                    | —                    | —                    | —                    |           |
| Ribble, Pat        | Drapeau du Canada      | D   | 1976-79           | 169              | 12               | 30               | 42               | 168              | 4                    | 1                    | 0                    | 1                    | 8                    |           |
| Richard, Jacques   | Drapeau du Canada      | C   | 1972-75           | 215              | 57               | 46               | 103              | 108              | 4                    | 0                    | 0                    | 0                    | 2                    |           |
| Rochefort, Leon    | Drapeau du Canada      | A   | 1972-74           | 110              | 19               | 30               | 49               | 23               | —                    | —                    | —                    | —                    | —                    |           |
| Romanchych, Larry  | Drapeau du Canada      | C   | 1972-75 1976-1977 | 288              | 68               | 95               | 163              | 100              | 7                    | 2                    | 2                    | 4                    | 4                    |           |
| Rota, Darcy        | Drapeau du Canada      | AG  | 1978-80           | 57               | 19               | 13               | 32               | 70               | 2                    | 0                    | 1                    | 1                    | 26                   |           |
| Russell, Phil      | Drapeau du Canada      | D   | 1978-80           | 93               | 6                | 37               | 43               | 143              | 6                    | 0                    | 1                    | 1                    | 15                   |           |

## S
| Nom                 | Nat               | Pos | Saisons   | Saison régulière | Saison régulière | Saison régulière | Saison régulière | Saison régulière | Séries éliminatoires | Séries éliminatoires | Séries éliminatoires | Séries éliminatoires | Séries éliminatoires | remarques |
| Nom                 | Nat               | Pos | Saisons   | PJ               | B                | A                | Pts              | Pun              | PJ                   | B                    | A                    | Pts                  | Pun                  | remarques |
| ------------------- | ----------------- | --- | --------- | ---------------- | ---------------- | ---------------- | ---------------- | ---------------- | -------------------- | -------------------- | -------------------- | -------------------- | -------------------- | --------- |
| Seiling, Rod        | Drapeau du Canada | D   | 1978-1979 | 36               | 0                | 4                | 4                | 12               | 2                    | 0                    | 0                    | 0                    | 0                    |           |
| Shand, David        | Drapeau du Canada | D   | 1976-80   | 288              | 14               | 63               | 77               | 324              | 11                   | 0                    | 1                    | 1                    | 57                   |           |
| Simpson, Bobby      | Drapeau du Canada | AG  | 1976-78   | 127              | 23               | 18               | 41               | 94               | 4                    | 0                    | 1                    | 1                    | 2                    |           |
| Smith, Brad         | Drapeau du Canada | D   | 1976-80   | 4                | 0                | 0                | 0                | 4                | —                    | —                    | —                    | —                    | —                    |           |
| St. Sauveur, Claude | Drapeau du Canada | C   | 1975-1976 | 79               | 24               | 24               | 48               | 23               | 2                    | 0                    | 0                    | 0                    | 0                    |           |
| Stefaniw, Morris    | Drapeau du Canada | C   | 1972-1973 | 13               | 1                | 1                | 2                | 2                | —                    | —                    | —                    | —                    | —                    |           |
| Stewart, John       | Drapeau du Canada | AG  | 1972-74   | 142              | 35               | 32               | 67               | 71               | 4                    | 0                    | 0                    | 0                    | 10                   |           |

## T
| Nom            | Nat                    | Pos | Saisons   | Saison régulière | Saison régulière | Saison régulière | Saison régulière | Saison régulière | Séries éliminatoires | Séries éliminatoires | Séries éliminatoires | Séries éliminatoires | Séries éliminatoires | remarques |
| Nom            | Nat                    | Pos | Saisons   | PJ               | B                | A                | Pts              | Pun              | PJ                   | B                    | A                    | Pts                  | Pun                  | remarques |
| -------------- | ---------------------- | --- | --------- | ---------------- | ---------------- | ---------------- | ---------------- | ---------------- | -------------------- | -------------------- | -------------------- | -------------------- | -------------------- | --------- |
| Talafous, Dean | Drapeau des États-Unis | A   | 1974-1975 | 18               | 1                | 4                | 5                | 13               | —                    | —                    | —                    | —                    | —                    |           |

## U
| Nom          | Nat               | Pos | Saisons   | Saison régulière | Saison régulière | Saison régulière | Saison régulière | Saison régulière | Séries éliminatoires | Séries éliminatoires | Séries éliminatoires | Séries éliminatoires | Séries éliminatoires | remarques |
| Nom          | Nat               | Pos | Saisons   | PJ               | B                | A                | Pts              | Pun              | PJ                   | B                    | A                    | Pts                  | Pun                  | remarques |
| ------------ | ----------------- | --- | --------- | ---------------- | ---------------- | ---------------- | ---------------- | ---------------- | -------------------- | -------------------- | -------------------- | -------------------- | -------------------- | --------- |
| Unger, Garry | Drapeau du Canada | C   | 1979-1980 | 79               | 17               | 16               | 33               | 39               | 4                    | 0                    | 3                    | 3                    | 2                    |           |

## V
| Nom        | Nat               | Pos | Saisons | Saison régulière | Saison régulière | Saison régulière | Saison régulière | Saison régulière | Séries éliminatoires | Séries éliminatoires | Séries éliminatoires | Séries éliminatoires | Séries éliminatoires | remarques              |
| Nom        | Nat               | Pos | Saisons | PJ               | B                | A                | Pts              | Pun              | PJ                   | B                    | A                    | Pts                  | Pun                  | remarques              |
| ---------- | ----------------- | --- | ------- | ---------------- | ---------------- | ---------------- | ---------------- | ---------------- | -------------------- | -------------------- | -------------------- | -------------------- | -------------------- | ---------------------- |
| Vail, Eric | Drapeau du Canada | A   | 1973-80 | 469              | 174              | 209              | 383              | 223              | 14                   | 5                    | 6                    | 11                   | 6                    | Trophée Calder en 1975 |

## W
| Nom          | Nat               | Pos | Saisons   | Saison régulière | Saison régulière | Saison régulière | Saison régulière | Saison régulière | Séries éliminatoires | Séries éliminatoires | Séries éliminatoires | Séries éliminatoires | Séries éliminatoires | remarques |
| Nom          | Nat               | Pos | Saisons   | PJ               | B                | A                | Pts              | Pun              | PJ                   | B                    | A                    | Pts                  | Pun                  | remarques |
| ------------ | ----------------- | --- | --------- | ---------------- | ---------------- | ---------------- | ---------------- | ---------------- | -------------------- | -------------------- | -------------------- | -------------------- | -------------------- | --------- |
| Wappel, Gord | Drapeau du Canada | D   | 1979-1980 | 2                | 0                | 0                | 0                | 0                | 2                    | 0                    | 0                    | 0                    | 4                    |           |

## Z
| Nom            | Nat               | Pos | Saisons   | Saison régulière | Saison régulière | Saison régulière | Saison régulière | Saison régulière | Séries éliminatoires | Séries éliminatoires | Séries éliminatoires | Séries éliminatoires | Séries éliminatoires | remarques |
| Nom            | Nat               | Pos | Saisons   | PJ               | B                | A                | Pts              | Pun              | PJ                   | B                    | A                    | Pts                  | Pun                  | remarques |
| -------------- | ----------------- | --- | --------- | ---------------- | ---------------- | ---------------- | ---------------- | ---------------- | -------------------- | -------------------- | -------------------- | -------------------- | -------------------- | --------- |
| Zaharko, Miles | Drapeau du Canada | D   | 1977-1978 | 71               | 1                | 19               | 20               | 26               | 1                    | 0                    | 0                    | 0                    | 0                    |           |